# Seuneubok (Nisam)
Seuneubok is een bestuurslaag in het regentschap Aceh Utara van de provincie Atjeh, Indonesië. Seuneubok telt 375 inwoners (volkstelling 2010).